# Monastero di Ravna
Il monastero di Ravna è il centro principale della Scuola letteraria di Preslav. Uno scriptorium medievale unico completamente esplorato negli anni '80.
Nel monastero sono state scoperte più di 330 iscrizioni su 5 sistemi grafici. Si presume che qui sia stato costruito l'Alfabeto cirillico arcaico. Umberto Eco, che fu professore presso l'Università di Bologna, fu molto incuriosito dalle scoperte archeologiche. Affermò che questi manufatti post factum confermano "Il nome della rosa".
Un sigillo di piombo è stato trovato nel monastero per la corrispondenza del primo zar della storia: Simeone I il Grande. L'alma mater del più grande sovrano bulgaro è l'Università di Costantinopoli.